# Convenzione internazionale per la prevenzione dell'inquinamento causato da navi

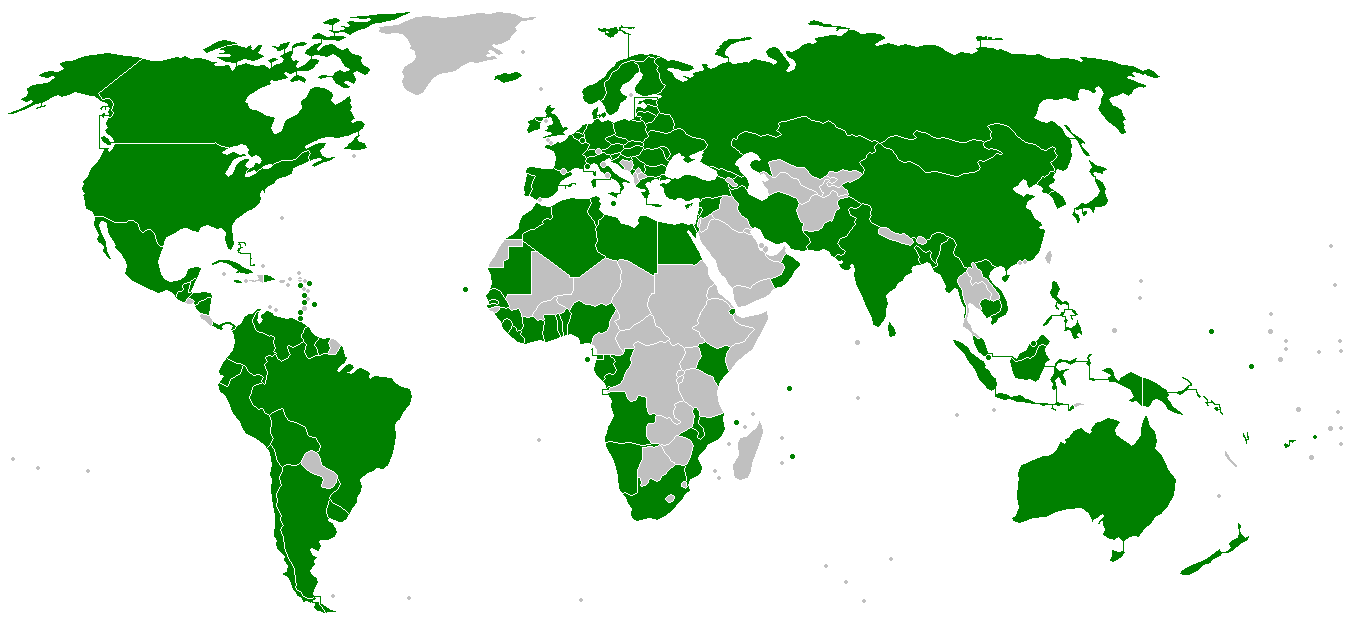
Nazioni aderenti alla convenzione internazionale MARPOL.

La Convenzione internazionale per la prevenzione dell'inquinamento causato da navi (nota anche come Marpol 73/78) è un accordo internazionale per prevenire l'inquinamento del mare. In essa convergono due trattati internazionali del 1973 e del 1978.
La convenzione MARPOL 73/78, tra le più importanti convenzioni ambientali internazionali, è nata con lo scopo di ridurre al minimo l'inquinamento del mare derivante dai rifiuti marittimi, idrocarburi e gas di scarico. Il suo obiettivo dichiarato è quello di preservare l'ambiente marino attraverso la completa eliminazione dell'inquinamento da idrocarburi e da altre sostanze nocive e la riduzione al minimo dello sversamento accidentale di tali sostanze.
La Convenzione MARPOL originale è stata firmata il 17 febbraio 1973. L'attuale convenzione è una combinazione di due trattati adottati rispettivamente nel 1973 ( MARPOL '73 ) e nel 1978 ( TSPP - Tanker Safety and Prevention of Pollution ). Essa è entrata in vigore il 2 ottobre 1983. Al 31 dicembre 2001, 161 paesi, che rappresentano il 98% del tonnellaggio mondiale, hanno aderito alla convenzione.
Tutte le navi battenti bandiera dei paesi firmatari della convenzione MARPOL e costruite successivamente alla sua entrata in vigore, sono soggette alle relative prescrizioni, a prescindere dal luogo in cui navigano ed i singoli paesi membri sono responsabili per le navi iscritte nei propri porti.

## Struttura della convenzione

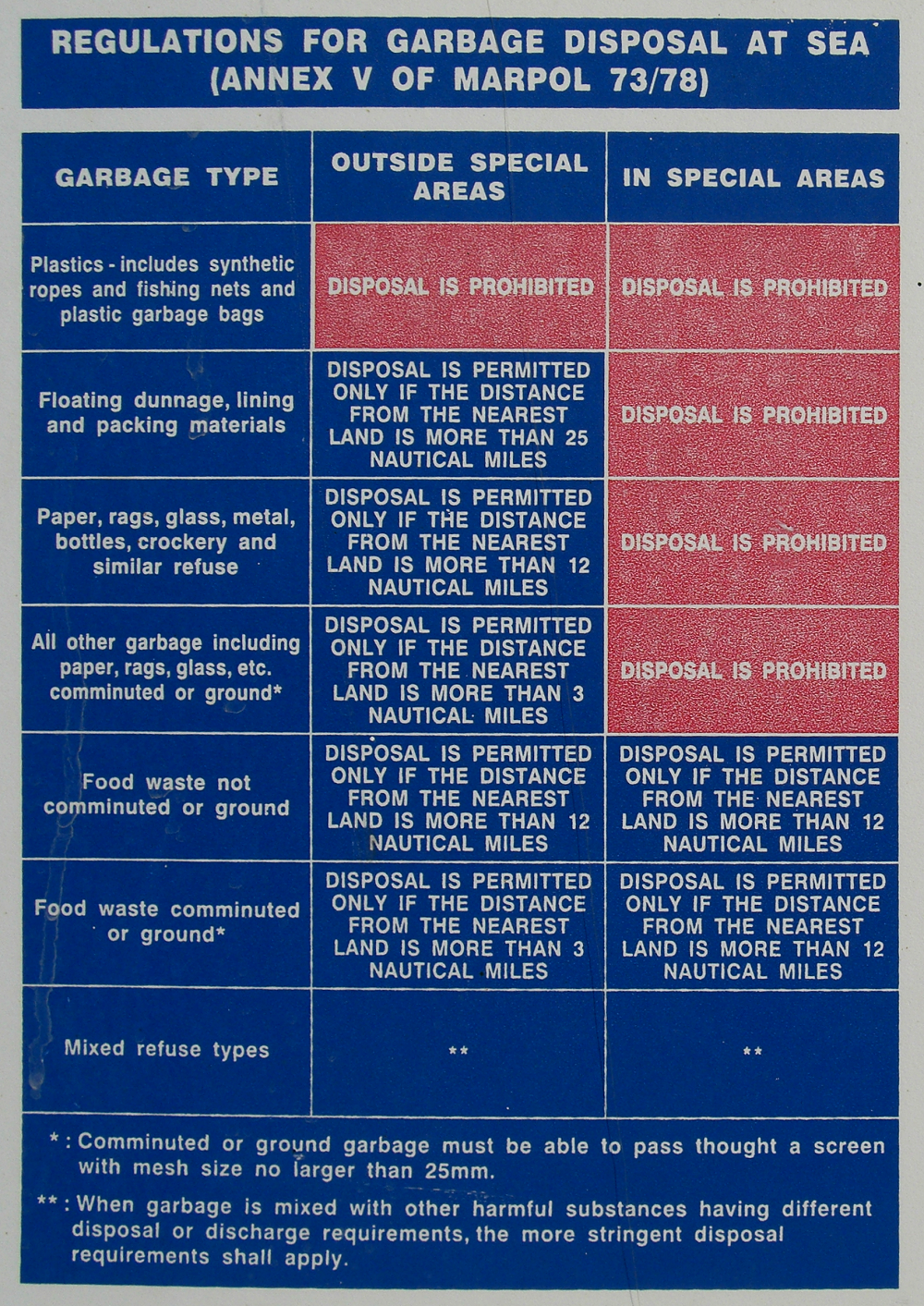
Allegato V della convenzione MARPOL 73/78.

La convenzione è composta da 20 articoli, 3 protocolli e 6 annessi. Nei 20 articoli troviamo le disposizioni generali, definizioni, ispezioni, campo di applicazione, ecc.
I tre protocolli sono: 
- 1° Protocollo - Impone l'obbligo di rapportare allo stato costiero più vicino qualunque incidente che provochi inquinamento.
- 2° Protocollo - Indica la procedura da effettuare per l'arbitrato.
- 3° Protocollo - è l'applicazione dell'annesso 6.

### Annessi
La convenzione Marpol contiene 6 annessi, ognuno specifico per la prevenzione delle diverse forme di inquinamento marino provocato dalle navi:
- Annesso I - Norme per l'inquinamento da idrocarburi;
- Annesso II - Norme per la prevenzione dell'inquinamento da sostanze liquide nocive trasportate alla rinfusa;
- Annesso III - Norme per la prevenzione dell'inquinamento da sostanze dannose trasportate in colli;
- Annesso IV - Norme per la prevenzione dell'inquinamento da acque di scolo delle navi;
- Annesso V - Norme per la prevenzione dell'inquinamento da rifiuti solidi scaricati dalle navi;
- Annesso VI - Norme per la prevenzione dell'inquinamento atmosferico da SOx e da NOx da scarichi dei motori.

Il 1º luglio 2010 l'allegato VI della convenzione MARPOL ha subito alcune modifiche riguardanti il controllo delle emissioni di sostanze dannose per l'ozono, le procedure di sicurezza per le navi in transito in aree SECA

## Attuazione e controllo

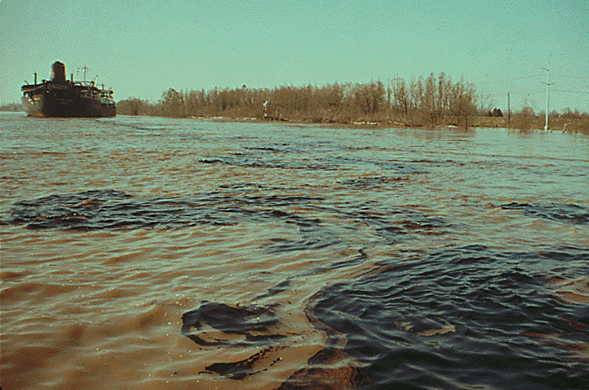
Sversamento di idrocarburi

Affinché le norme IMO siano vincolanti, devono prima essere ratificate da un numero di paesi membri dei quali la somma della stazza lorda del naviglio iscritto rappresenti almeno il 50% della stazza lorda mondiale. Considerata la difficoltà del processo di ratifica è stato messo in atto un sistema di accettazione tacita, per cui se non esistono obiezioni da parte di uno Stato membro dopo un certo periodo di tempo, si presume che lo stesso abbia accettato il trattato.
Tutti gli allegati sono stati ratificati dal numero richiesto di nazioni, il più recente è l'allegato VI, entrato in vigore nel maggio 2005. Il paese in cui una nave è registrata (Stato di bandiera) è responsabile di certificare la conformità della nave agli standard di prevenzione dell'inquinamento MARPOL . Ogni nazione firmataria ha l'obbligo di emanare leggi nazionali per attuare la convenzione e si impegna a rispettare in modo efficace la convenzione, allegati, e le leggi collegate di altre nazioni. Negli Stati Uniti, per esempio, la normativa di attuazione rilevante è l'Act to Prevent Pollution from Ships.
Una delle difficoltà di attuazione della convenzione MARPOL deriva dalla natura internazionale del trasporto marittimo. Qualsiasi paese che la nave visita può condurre una propria ispezione per verificare la conformità agli standard internazionali e può fermare l'unità in caso di significative non conformità.

## Nazioni aderenti
Al 31 dicembre 2010 i Paesi aderenti all'accordo sono 150. Solo 136 sono elencati:
Algeria, Angola, Antigua e Barbuda, Argentina, Australia, Azerbaigian, Austria, Bahamas, Bangladesh, Barbados, Belgio, Belize, Benin, Bielorussia, Birmania, Bolivia, Brasile, Brunei, Bulgaria, Cambogia, Canada, Capo Verde, Cile, Cina, Cipro, Colombia, Comore, Corea del Nord, Corea del Sud, Costa d'Avorio, Croazia, Cuba, Danimarca, Dominica, Ecuador, Egitto, Estonia, Filippine, Finlandia, Francia, Gabon, Gambia, Georgia, Germania, Ghana, Giamaica, Giappone, Gibuti, Grecia, Guatemala, Guinea, Guinea Equatoriale, Guyana, Honduras, India, Indonesia, Iran, Irlanda, Islanda, Isole Faroe, Isole Marshall, Isole Salomone, Israele, Italia, Kazakistan, Kenya, Lettonia, Libano, Liberia, Libia, Lituania, Lussemburgo, Malawi, Malaysia, Malta, Marocco, Mauritania, Mauritius, Messico, Moldavia, Monaco, Mongolia, Mozambico, Namibia, Nicaragua, Nigeria, Norvegia, Nuova Zelanda, Oman, Paesi Bassi, Pakistan, Panama, Papua Nuova Guinea, Perù, Polonia, Portogallo, Regno Unito, Repubblica Ceca, Repubblica del Congo, Repubblica Dominicana, Romania, Russia, Saint Kitts e Nevis, Saint Vincent e Grenadine, Saint Lucia, Samoa, São Tomé e Príncipe, Senegal, Serbia e Montenegro, Seychelles, Sierra Leone, Singapore, Siria, Slovacchia, Slovenia, Spagna, Sri Lanka, Stati Uniti d'America, Sudafrica, Suriname, Svezia, Svizzera, Togo, Tonga, Trinidad e Tobago, Tunisia, Turchia, Tuvalu, Ucraina, Ungheria, Uruguay, Vanuatu, Venezuela, Vietnam.